# پننوال
پننوال (به انگلیسی: Pinanwal) یک شهر در پاکستان است که در پنجاب واقع شده‌است. پننوال ۲۵٬۰۰۰ نفر جمعیت دارد.